# Vidde
Vidde eller (bestemt form på norsk vidda/vidden) betegner et geografisk område der ligger omkring eller oven for trægrænsen, særligt i Norge med begrænset eller forkrøblet trævækst. Kendte vidder er Hardanger-, Røros- og Finnmarksvidda. Flere af disse har vilde eller tamme rensdyrstammer.